# John Flack
John Flack (Romford, 3 gennaio 1957) è un politico britannico del Conservatore e europarlamentare dal 2017 al 2019. È un sostenitore del gruppo di pressione euroscettico Leave Means Leave.

## Biografia
Laureato alla Abbs Cross High School. Ha iniziato a gestire la propria attività ed è diventato direttore di una società immobiliare. È membro del Partito Conservatore. Diverse volte, ha corso senza successo per i Tories a nome del Parlamento europeo.
Nel giugno 2017, ha assunto la carica di europarlamentare al posto di Vicky Ford. Nella VIII legislatura del Parlamento europeo unendosi al Gruppo dei Conservatori e dei Riformisti Europei.